# Каталитический конвертер

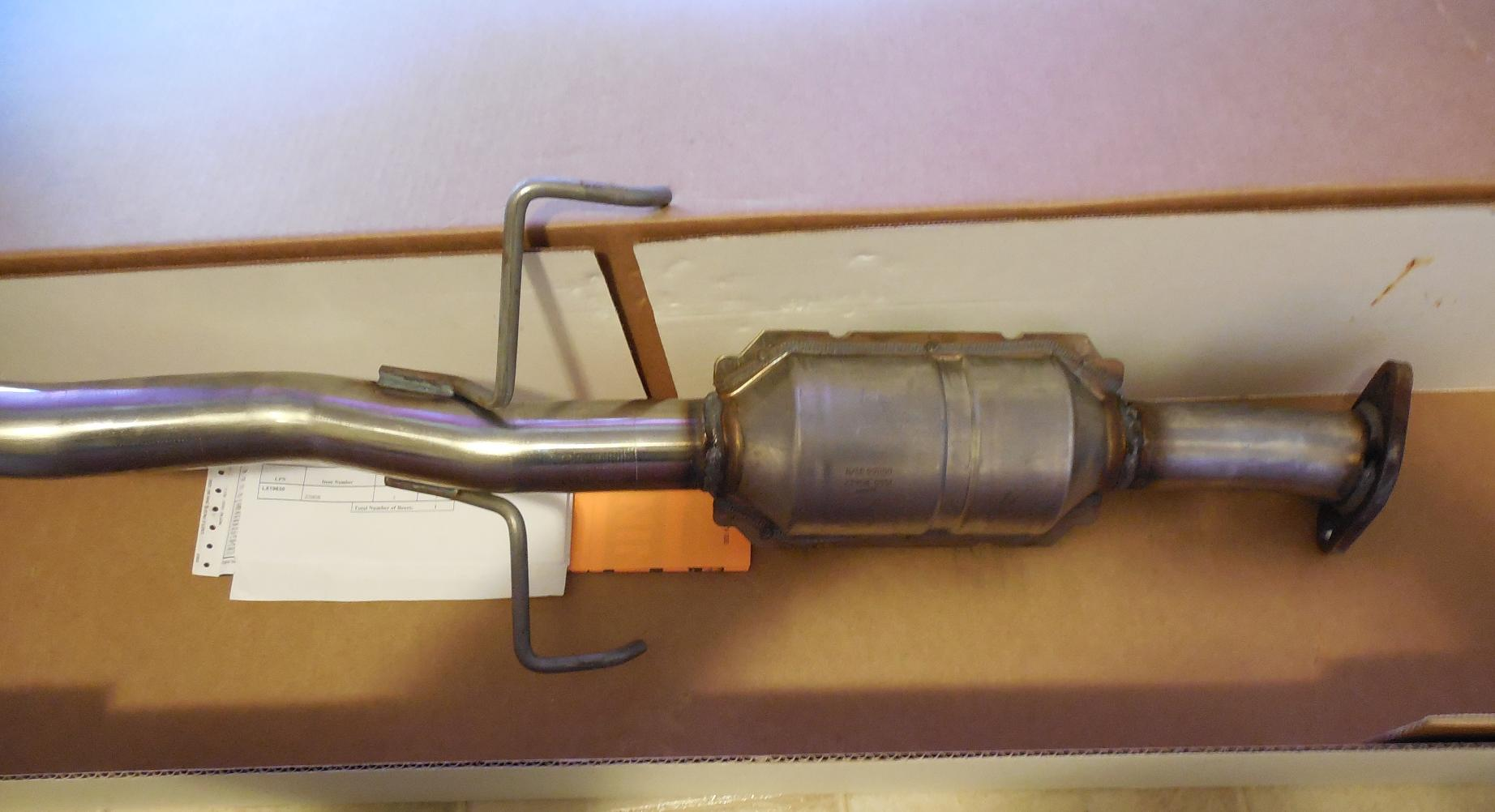
Каталитический конвертер для автомобиля Mazda

Каталити́ческий конвертер, нейтрализатор — устройство в выхлопной системе двигателя внутреннего сгорания, предназначенное для снижения токсичности выхлопных газов посредством каталитического восстановления оксидов азота и использования образованного от этой реакции кислорода для окисления угарного газа и недогоревших углеводородов.
Наилучшим соотношением топлива и воздуха на входе в двигатель для выполнения этой задачи является стехиометрическое.
Также его работу контролирует датчик остаточного кислорода (лямбда-зонд).

## История
В разработке каталитических конвертеров решающую роль сыграл Эжен Гудри. Они начали массово применяться на автомобилях в США в середине 1970-х годов в связи с введением более жёстких экологических требований.

## Принцип работы
Основные вещества, вырабатываемые при работе двигателя, являются безвредными. Ими являются:
- азот (N2) — воздух состоит на 78 % из азота;
- вода (H2O);
- углекислый газ (CO2) — сам по себе безвреден (в малых количествах), однако считается, что его переизбыток ведет к глобальному потеплению;

Однако процесс горения несовершенен, и, помимо безвредных веществ, при работе двигателя выделяются токсичные и вредные вещества. Этими веществами являются:
- углеводороды (CxHy) — основной компонент смога;
- оксиды азота (NOx) — ещё один компонент смога;
- окись углерода (CO) — ядовитый газ без цвета и запаха;

В каталитических преобразователях используются два вида катализаторов: восстанавливающий и окислительный.
Восстанавливающий катализатор использует платину и родий, катализирующие разложение оксидов азота на инертный безопасный молекулярный азот и кислород.
На окислительном катализаторе, состоящем обычно из платины и палладия, образовавшийся свободный кислород реагирует с углеводородами несгоревшего топлива и окисью углерода.
Также могут происходить и окислительно-восстановительные реакции между оксидом азота и угарным газом.
В упрощённом виде эти химические реакции выглядят следующим образом:
- NO2 {\displaystyle \rightarrow } N2 + O2
- CxHy + O2 {\displaystyle \rightarrow } CO2 + H2O;
- NO + CO {\displaystyle \rightarrow } N2 + CO2;
- CO + O2 {\displaystyle \rightarrow } CO2;

И другие.
Применяющиеся в автомобилях нейтрализаторы требуют, чтобы двигатель работал при коэффициенте избытка воздуха (α), максимально приближенном к единице. Это не дает возможности использовать обедненную смесь (α>1) для повышения экономичности и богатую смесь (α<1) для получения большей мощности на определённых режимах.

## Каталитические преобразователи для  дизельных двигателей
Каталитические преобразователи дизельных двигателей плохо справляются с сокращением выбросов NOx. Одна из причин в том, что дизельные двигатели сами по себе функционируют в более низком температурном режиме, чем бензиновые, и не достигают оптимальной температуры этого типа катализатора. Некоторые ведущие эксперты в области «зеленого» автомобилестроения придумали новую выхлопную систему, которая помогает исправить этот недостаток. Они впрыскивают водный раствор мочевины в выхлопную трубу до того, как газы достигнут преобразователя. Мочевина реагирует с NOx с получением азота и водяного пара, снижая количество оксидов азота в выхлопных газах более чем на 90 процентов.

## Конструкция
Современные каталитические конверторы являются двух- или трёхкомпонентными. Трёхкомпонентный конвертор представляет собой металлический корпус из нержавеющей стали, имеющий на стенках термическую прокладку, в котором находится «сотовая» конструкция или, реже, конструкция типа «керамические бусины». Сотовая конструкция бывает металлической или керамической и покрыта веществами-катализаторами, обычно это платина, родий или палладий (в последнее время на некоторых моделях начинают применять золото, так как оно дешевле других металлов-катализаторов).
Керамическая конструкция более распространена, так как дешевле, однако у такой конструкции есть большой минус — хрупкость. Достаточно небольшого удара, чтобы керамические соты осыпались.